# Agnello Participazio
Agnello Participazio (latin Agnellus Particiacus) var Venedigs tionde doge och regerade mellan år 811 och 827. Hans regeringstid var en framgångsrik tid för Venedig, då fullständig självständighet erkändes av det Bysantinska riket och Frankerriket och de första venetianska mynten präglades.
Agnello byggde det allra första dogepalatset som sedan expanderades flera gånger under hans tid vid makten. Han är också känd för att ha skapat det moderna Venedig med kanaler och broar centrerat kring ön Rialto. Befästningarna utökades dramatiskt, och städerna Torcello, Burano, Heraclea och Rialto blev alla ombyggda, bland annat av en nära släkting till Agnello, Pietro Tradonico, som så småningom skulle komma att bli vald till doge även han.
Agnellos sista år vid makten präglades av familjefejder. Hans äldste son Giustiniano var på besök i Konstantinopel, och därför valde Agnello en yngre son, Giovanni, till den som skulle efterträda honom som doge. När Giustiniano återvände från Konstantinopel och fick veta detta blev han rasande och det hela urartade så att Agnello till slut belägrade Giustiniano i staden San Severo. Till slut tvingades dock den nyligen utnämnde tronföljaren Giovanni i exil, och Giustiniano tog över som doge.